# Marco Barrientos
Pour les articles homonymes, voir Barrientos.
Marco Barrientos, (né le 20 juin 1963  à Mexico,  Mexique) est un pasteur mexicain chrétien évangélique non confessionnel et un chanteur de rock chrétien évangélique. Il fait partie du Marco Barrientos Band, composé de Marco Barrientos (au chant), Gabriel Gallego (clavier), Keith Banks (batterie), Daniel Bustamante (basse), Matt Rospigliosi (chœur) et Danny Hinojosa (guitare). 

## Biographie
Barrientos est né au Mexique. En 1985, il a obtenu un diplôme du Christ Institute for the Nations à Dallas aux États-Unis . 

### Ministère
Il a par la suite été pasteur associé de l'église "Amistad Cristiana" à Mexico. Il y est resté jusqu’en 1998, année de la fondation du ministère de "Amistad Cristiana Internacional" et de la société de musique "Aliento Producciones", dont il est président .  Par la suite, il a débuté l'animation de conférences à l’international, dont la conférence "Aliento del Cielo" ("Souffle du ciel") à travers le monde et, plus récemment, l'ELAM, "École de Leaders et Arts du ministère". 
En septembre 2004, lui et sa femme ont fondé l'église chrétienne évangélique  "Centro Internacional Aliento" ("Centre International Souffle") à Dallas, États-Unis .
Marco a obtenu un diplôme d'associé en théologie pratique et a développé un partenariat avec le collège biblique, Christ for the Nations Institute, où il est enseignant de la Bible.

## Vie privée
Il est marié avec Carla et réside actuellement à Dallas, États-Unis, avec leurs deux enfants, Daniela et Marco.

## Discographie
Depuis 1986, Marco Barrientos a enregistré 46 albums .
1. 1986 - Este Es El Día de Alabanza
2. 1988 - Sea Exaltado
3. 1989 - Por Siempre, Señor
4. 1990 - Principe de Paz
5. 1991 - A la batalla
6. 1992 - En Tí
7. 1992 - Delante De Tu Trono
8. 1992 - Un Día En Tu Presencia
9. 1993 - No Puedo Parar De Alabarte
10. 1994 - Tú Eres Señor
11. 1995 - Clamor De Guerra
12. 1995 - Poderoso Dios
13. 1995 - Espíritu Santo y Fuego
14. 1996 - Río Poderoso
15. 1997 - Aliento Del Cielo
16. 1997 - Más De Ti
17. 1997 - No Hay Nadie Como Tú
18. 1998 - Una Vida De Alabanza
19. 1998 - Luz A Las Naciones
20. 1999 - Sin Reservas
21. 2000 - Homenaje a Jesús
22. 2000 - Es Hora De Adorarle
23. 2001 - Clamemos A Jesús
24. 2002 - Venga Tu Reino
25. 2003 - Es Por Tu Gracia
26. 2003 - Música para una vida con propósito
27. 2003 - Muéstrame Tu Gloria
28. 2003 - Songs 4 Worship en Español
29. 2004 - Viento Más Fuego
30. 2005 - Gozo En Tu Presencia
31. 2006 - Joy In Your Presence
32. 2006 - Levántate y Resplandece
33. 2007 - Cree... Todo Es Posible
34. 2008 - Avívanos
35. 2008 - Songs 4 Worship en Español: El Poder de Tu Amor
36. 2009 - En Vivo Desde El Auditorio Nacional
37. 2009 - Descansa En Mi
38. 2010 - Intimo
39. 2010 - Transformados
40. 2012 - Hillsong Global Project | Español
41. 2013 - Ilumina
42. 2014 - Amanece
43. 2016 - El Encuentro
44. 2017 - Encuentros Con Dios | Volumen 1
45. 2020 - Amor Inagotable
46. 2024 - Devocionales

## Livres
Marco Barrientos est l'auteur de "El Plan de Dios para ti" ("Le plan de Dieu pour vous") et "Muéstrame Tu Gloria" ("Montre-moi Ta gloire") .

## Récompenses
En 2024, au cours de sa carrière, il a reçu 11 Latin Grammy Awards  et 4 Premios Arpa.